# Broc (automerk)
De Broc Carriage & Wagon Co, later Broc Electric, oorspronkelijk uit Cleveland, later Saginaw, maakten elektrische auto's van 1909 tot 1916. In elk jaar van hun bestaan hadden ze meer dan vier modellen in hun bestand. De modellen verschilden nogal in uitvoering, een van de redenen dat ze fuseerden met Argo en Borland tot AEC.